# The Wall
The Wall (en català: El Mur) és l'onzè àlbum d'estudi de la banda britànica de rock progressiu Pink Floyd, editat el 30 de novembre de 1979. El disc és un àlbum conceptual referent als règims totalitaris, explicat a través de la vida d'una estrella del rock fracassada, Pink. És l'últim disc d'estudi abans que el teclista Richard Wright abandonés el grup (encara que hi tornaria el 1987).
Roger Waters va tenir la inspiració per compondre el disc durant la gira In the Flesh Tour que va tenir lloc després de l'edició del disc anterior, Animals, el 1977. En un concert d'aquesta gira, a Montreal, Roger Waters va reaccionar violentament davant un espectador que no deixava de cridar, xisclar, agitar els braços i demanar al grup que toquessin «Careful With That Axe, Eugene» (una altra peça musical del grup). Waters va escopir-li a la cara, però, immediatament, va penedir-se del seu acte i va sentir com s'allunyava del públic, com si hagués construït un mur imaginari.
Totes les cançons del disc són obra de Roger Waters, excepte «Young Lust» (co-escrita amb David Gilmour) i «The Trial» (co-escrita amb Bob Ezrin). Les cançons «Comfortably Numb» i «Run Like Hell» estan escrites per David Gilmour amb la col·laboració de Roger Waters.
Originalment fou editat a Gran Bretanya amb la productora Harvest Records, i sortí a la venda el dia 30 de novembre del 1979. Als EUA sortí el 8 de desembre del mateix any, sota el segell de Columbia Records. Després, el 1994, fou reeditat i remasteritzat en CD a Gran Bretanya sota el segell d'EMI Records. Columbia Records s'encarregà, el 1997, de reeditar-lo i remasteritzar-lo per als EUA i la resta del món. El 1999, Capitol Records per a la Gran Bretanya i EMI Records per a la resta del món, editaren una nova versió del disc per a celebrar-ne el 20è aniversari.
The Wall és un dels àlbum conceptuals més coneguts. Amb més de 30 milions de còpies venudes, és el segon àlbum més venut de la discografia de la banda (darrere de The Dark Side of the Moon), el doble àlbum més venut de tots els temps, i un dels àlbums més venuts de tots els temps en general. El 1998, els lectors de la revista Q van qualificar el disc com el número 68 en la llista dels millors discos de la història. L'any 2000, va ser votat número 30 als All Time Top 1000 Albums de Colin Larkin. El 2003, 2012 i 2020, va incloure's les llistes de Rolling Stone dels «500 millors discs de tots els temps». Del 2010 al 2013, Waters va organitzar una nova gira en directe que es va convertir en una de les gires de concerts amb més ingressos d'un músic solista.
The Wall fou disc d'or i de platí el març del 1980, i des de llavors ha estat 23 vegades disc de platí. El 1980 fou número 1 a la llista Billboard dels discos més venuts.

## Antecedents

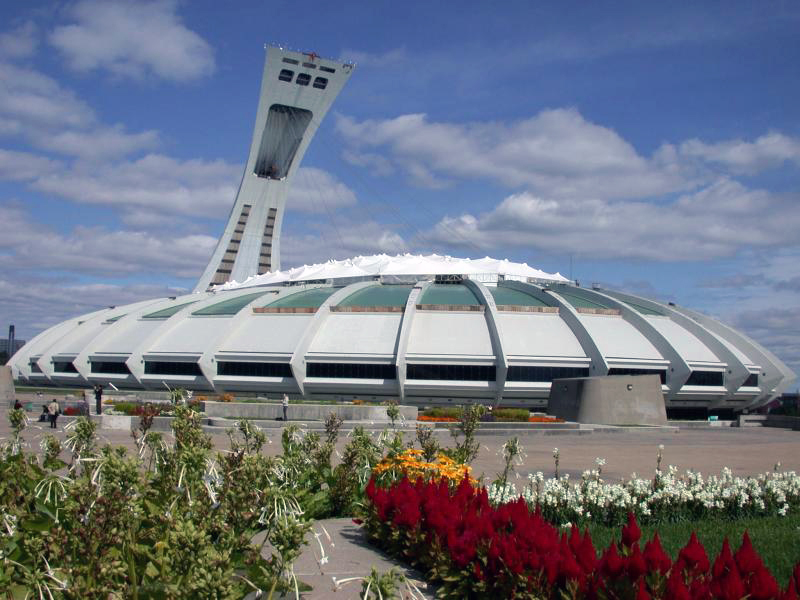
The album's concept was born out of an altercation with audience members at Olympic Stadium (pictured in 2006).

Entre els mesos de gener i juliol de l'any 1977, Pink Floyd va dur a terme la gira In the Flesh, per Europa i l'Amèrica del Nord; aquesta gira, iniciada per a promocionar el que era el seu darrer disc Animals, va ser la primer gira del grup que es duia a terme en grans estadis. Aquesta circumstància va fer que el baixista i cantautor Roger Waters menysprees l'experiència, sentint que el públic no escoltava i que molts estaven massa lluny per veure la banda. Va dir:
| «              | Es va convertir en un esdeveniment social en lloc d'una relació més controlada i ordinària entre els músics i el públic". | » |
| — Roger Waters | |   |

Alguns membres del públic van encendre petards i van fer que Waters deixés de tocar i els renyés. El juliol de 1977, a l'últim concert a l'Estadi Olímpic de Mont-real, un grup d'aficionats sorollosos i emocionats prop de l'escenari van irritar tant Waters que va escopir a un d'ells.
El guitarrista i cantautor David Gilmour es va negar a fer un bis final i es va asseure a la caixa de ressonància, va deixar la banda, amb el guitarrista de suport Snowy White, per improvisar un blues de dotze compassos lent i trist, que Waters va anunciar a l'audiència com una «mica de música per tornar a casa». Aquella nit, Waters va parlar amb el productor Bob Ezrin i l'amic psiquiatre d'Ezrin sobre l'alienació i la desesperació que estava experimentant, i va articular el seu desig d'aïllar-se mitjançant la construcció d'un mur a l'escenari entre els intèrprets, ell mateix, juntament amb la resta de la banda, i el públic.
Mentre Gilmour i Wright estaven a França gravant àlbums en solitari, i el bateria Nick Mason estava ocupat produint l'àlbum Green de Steve Hillage, Waters va començar a escriure material. L'incident d'escopir es va convertir en el punt de partida d'un nou concepte, que explorava l'aïllament autoimposat del protagonista després d'anys d'interaccions traumàtiques amb l'autoritat, i la pèrdua del seu pare quan era petit.
El juliol de 1978, Pink Floyd es va tornar a reunir als Britannia Row Studios, on Waters va presentar dues noves idees per a àlbums conceptuals. La primera va ser una demostració de 90 minuts amb el títol provisional Bricks in the Wall. La segona tractava sobre els somnis d'un home durant una nit, i tractava sobre el matrimoni, el sexe i els avantatges i els contres de la monogàmia i la vida familiar versus la promiscuïtat. La banda va triar la primera opció; la segona, finalment es va convertir en el primer àlbum en solitari de Waters, The Pros and Cons of Hitch Hiking (1984).
Al setembre, Pink Floyd tenia problemes financers i necessitava urgentment produir un àlbum per guanyar diners. L'empresa Norton Warburg Group (NWG), experts en planificació i inversió, havien invertit entre 1,3 i 3,3 milions de lliures esterlines (xifra que s'enfila fins a uns 19,4 milions de lliures en valor contemporani) dels diners del grup en capital d'alt risc per reduir els seus passius fiscals. L'estratègia va fracassar quan moltes de les empreses en les que NWG havien invertit perdien diners, deixant la banda enfrontant-se a tipus impositius potencialment tan alts com el 83 per cent. «Hem fet Dark Side i semblava com si l'haguéssim trencat», va recordar Waters. "Llavors, de sobte, aquests cabrons ho havien robat tot. Semblava com si ens poguéssim enfrontar a grans factures d'impostos pels diners que s'havien perdut. El vuitanta-tres per cent eren molts diners en aquells dies i no els teníem." Pink Floyd va acabar la seva relació amb NWG, exigint la devolució dels fons no invertits. "Per força de la necessitat, vaig haver d'implicar-me estretament en l'àmbit empresarial, ", va dir Gilmour, "perquè ningú al nostre voltant s'ha mostrat prou capaç o honest per afrontar-ho, i vaig veure amb Norton Warburg que la merda anava inexorablement cap al ventilador. No van ser els primers lladres amb els quals ens vam aliar estúpidament. Des d'aleshores, no hi ha cap cèntim pel qual no hagi signat. Signo tots els xecs i ho examino tot."
Per ajudar a gestionar els 26 temes del projecte, Waters va decidir portar un productor i col·laborador extern, sentint que necessitava «un col·laborador que estigués musicalment i intel·lectualment en un lloc semblant al que ell es trobava». Van contractar Ezrin a proposta de la parella d'aquell moment de Waters Carolyne Christie, qui havia treballat com a secretària d'Ezrin. Ezrin havia treballat anteriorment amb Alice Cooper, Lou Reed, Kiss i Peter Gabriel. Des del principi, Waters va deixar clar qui estava al capdavant, dient-li: «Pots escriure el que vulguis. Simplement, no t'esperis cap crèdit.»
Ezrin i Gilmour van revisar el concepte proposta de Waters, descartant el que pensaven que no era prou bo. Waters i Ezrin van treballar principalment en la història, millorant-ne el concepte. Ezrin va presentar un guió de 40 pàgines a la resta de la banda, amb resultats positius. Va recordar: «L'endemà a l'estudi vam fer una taula de lectura, com ho faries amb una obra de teatre, però amb tota la banda, i els seus ulls brillaven, perquè llavors van poder veure el disc». Ezrin va ampliar la història, allunyant-la de l'obra autobiogràfica que Waters havia escrit i basant-la en un personatge compost anomenat Pink. L'enginyer Nick Griffiths va dir més tard: «Ezrin va ser molt bo a The Wall, perquè va aconseguir reunir-ho tot. És un tipus molt contundent. Hi va haver molts arguments sobre com hauria de sonar, entre Roger i Dave, i va fer un pont entre ells.» Waters va escriure la major part de l'àlbum, amb Gilmour coescrivint «Comfortably Numb», «Run Like Hell», i «Young Lust», i Ezrin coescrivint «The Trial».

## Concepte i significat
The Wall és una òpera rock que explora l'abandonament i l'aïllament, simbolitzat per un mur. Les cançons creen una història aproximada dels esdeveniments de la vida del protagonista, Pink, un personatge basat en Syd Barrett així com Roger Waters, el pare dels quals va ser assassinat durant la Segona Guerra Mundial, que és on Pink comença a construir un mur metafòric al seu voltant. L'àlbum inclou diverses referències a l'antic membre de la banda Syd Barrett, inclòs «Nobody Home», que deixa entreveure la seva condició durant gira, avortada, de Pink Floyd als Estats Units el 1967, amb lletres com «wild, staring eyes», «the obligatory Hendrix perm» i «elastic bands keeping my shoes on». «Comfortably Numb» es va inspirar en la injecció d'un relaxant muscular per Waters per combatre els efectes de l'hepatitis durant el In the Flesh Tour, mentre estava a Filadèlfia.

### Guió

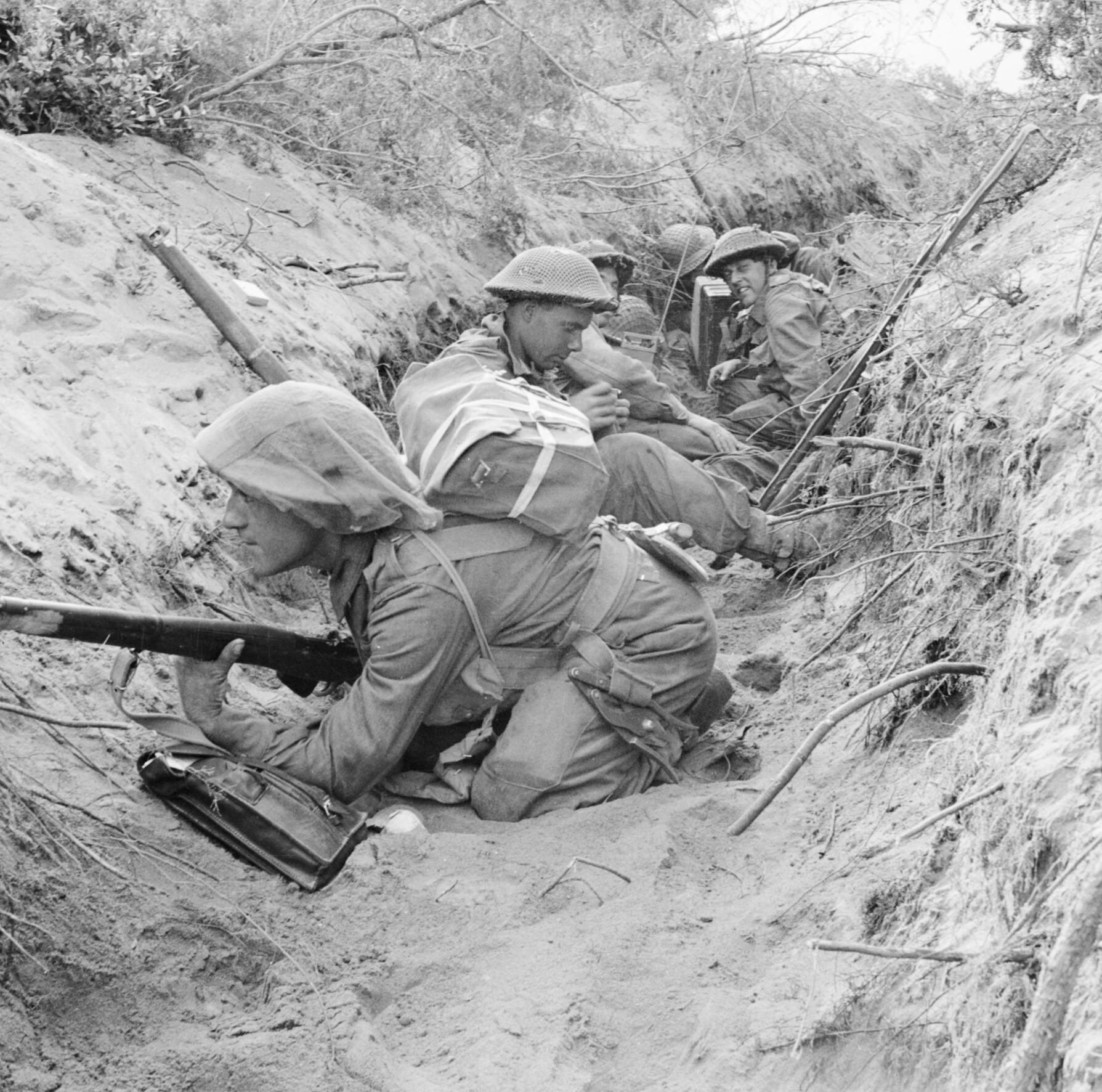
La mort del pare de Pink durant la batalla d'Anzio (a la foto) constitueix el teló de fons de la història.

El disc ens narra la vida de Pink, un futur músic que fracassarà estrepitosament, des del seu naixement fins a la seva absoluta decadència.
Pink és una estrella de rock deprimida. S'imagina una multitud de fans entrant en un dels seus concerts, i comença un flashback sobre la seva vida fins a aquest moment. En el flashback, es revela que el seu pare va ser assassinat a defensant el pont d'Anzio durant la Segona Guerra Mundial, de la mateixa manera morí el pare de Roger Waters («In the Flesh?», «When the Tigers Broke Free» (només a la pel·lícula)). La mare de Pink el cria sol («The Thin Ice»), i amb la mort del seu pare, Pink comença a construir un mur metafòric al seu voltant («Another Brick in the Wall, Part 1»). Quan es fa gran, Pink és tormentat a l'escola per professors tirànics i abusius («The Happiest Days of Our Lives»), i els records d'aquests traumes es converteixen en "maons a la paret" metafòrics («Another Brick in the Wall, Part 2»).
Ja adult, Pink recorda la seva mare opressiva i sobreprotectora («Mother») i la seva educació durant The Blitz («Goodbye Blue Sky»). Pink es casa aviat, i després que es creïn més maons a través de més trauma, es prepara per completar el seu "mur" ("Espais buits"). Mentre està de gira als Estats Units, vol sexe casual amb una dona per alleujar el tedi de la gira, encara que en fer una trucada telefònica a casa, s'assabenta de la infidelitat de la seva dona («Young Lust»). Porta una groupie a la seva habitació de l'hotel, només per arruïnar-la amb un violent atac de ràbia, aterrint-la fora de l'habitació («One of My Turns»). Pink, deprimit, pensa en la seva dona i se sent atrapat a la seva habitació («Don't Leave Me Now»), i rebutja totes les experiències traumàtiques que ha viscut com encara més "maons" a la paret metafòrica mentre rebutja el contacte humà. i medicació («Another Brick in the Wall, Part 3»). El mur de Pink s'ha acabat, aïllant-se completament del món exterior («Goodbye Cruel World»).
Immediatament després d'acabar la construcció del mur, Pink qüestiona les seves decisions («Hey You») i es tanca a l'habitació de l'hotel («Is There Anybody Out There?»). Començant a sentir-se deprimit, Pink recorre a les seves possessions per buscar comoditat («Nobody Home»), i anhela la idea de tornar a connectar amb les seves arrels personals («Vera»). La ment de Pink torna a la Segona Guerra Mundial, amb la gent exigint que els soldats tornin a casa («Bring the Boys Back Home»). Tornant al present, el mànager de Pink i els roadies han irromput a la seva habitació d'hotel, on el troben en estat catatònic. Un paramèdic li injecta drogues per permetre'l actuar («Comfortably Numb»).
Les drogues comencen a fer el seu efecte, donant lloc a una actuació al·lucinant a l'escenari («The Show Must Go On») on creu que ell és un dictador feixista i que el seu concert és un míting neonazi, en el qual s'organitza com una camisa marró. homes en fans que considera indignes («In the Flesh»). Comença a atacar les minories ètniques («Run Like Hell»), i després fa una manifestació als suburbis de Londres, simbolitzant el seu descens a la bogeria («Waiting for the Worms»). Aleshores, l'al·lucinació de Pink cessa i demana que tot s'aturi («Stop»). Atormentat per la culpa, Pink es jutja per "mostrar sentiments de naturalesa gairebé humana" abans que el seu jutge intern li ordeni "derrocar el mur" («The Trial»). Aquesta és una rosa d'obertura al món exterior («Outside the Wall»).
L'àlbum acaba tancant completament el cercle, quan en les paraules de "No és aquí on...", s'enganxen amb les primeres paraules de la frase inicial del disc, "...hem entrat?", amb una continuació de la melodia de l'últim cançó que deixa entreveure la naturalesa cíclica del tema de Waters, i que la crisi existencial al cor de l'àlbum no acabarà mai.

## Producció

### Gravació
L'àlbum va ser enregistrat en diversos estudis arreu del món; a França, es van utilitzar els estudis Super Bear entre els mesos de gener i juliol de 1979, i Waters va gravar la seva veu al proper Studio Miraval. Michael Kamen va supervisar els arranjaments orquestrals als estudis CBS de Nova York, durant el mes de setembre del mateix any. Durant els dos mesos següents, la banda va utilitzar els Cherokee Studios, Producers Workshop i The Village Recorder a Los Angeles. I es va cancel·lar un pla per treballar amb els Beach Boys a l'estudi Sundance Productions de Los Angeles.
James Guthrie, qui va ser recomanat per l'anterior col·laborador de Pink Floyd, Alan Parsons, va intervenir força aviat en el procés de producció. Va substituir l'enginyer Brian Humphries, qui va quedar acabar esgotat emocionalment pels seus cinc anys amb la banda. Guthrie va ser contractat com a coproductor, però inicialment desconeixia el paper d'Ezrin: «Em veia a mi mateix com un jove productor de moda... Quan vam arribar, crec que tots dos vam sentir que ens havien contractat per fer la mateixa feina.» Les primeres sessions als estudis Britannia Row estaven carregades d'emocions, ja que Ezrin, Guthrie i Waters tenien idees molt potents sobre la direcció que prendria l'àlbum. Les relacions dins de la banda estaven en un nivell força baix, i Ezrin es va convertir en un intermediari entre Waters i la resta de la banda.
Com que Britannia Row es va considerar inicialment inadequada per a The Wall, la banda va millorar gran part del seu equip, i al març es va finalitzar un altre conjunt de preses de prova. No obstant això, la seva antiga relació amb NWG els va posar en risc de fallida, i se'ls va aconsellar que abandonessin el Regne Unit abans del 6 d'abril de 1979, durant un mínim d'un any. Com a no residents, no pagarien impostos al Regne Unit durant aquest temps, i en un mes els quatre membres i les seves famílies havien marxat. Waters es va traslladar a Suïssa, Mason a França i Gilmour i Wright a les illes gregues. Alguns equips de Britannia Row es van traslladar als Super Bear Studios prop de Niça. Gilmour i Wright estaven familiaritzats amb l'estudi i gaudien del seu ambient, havent-hi gravat àlbums en solitari. Mentre Wright i Mason vivien a l'estudi, Waters i Gilmour es van allotjar a cases properes. Mason es va traslladar més tard a la vil·la de Waters prop de Vence, mentre Ezrin es va quedar a Niça.
La poca puntualitat d'Ezrin va provocar problemes amb l'ajustat calendari dictat per Waters. Mason va trobar el comportament d'Ezrin "erràtic", però va utilitzar les seves elaborades i poc probables excuses per als seus retards com a munició per al "ressentiment irònic". La part d'Ezrin dels drets d'autor era menor que la resta de la banda i va veure a Waters com un abusador, sobretot quan Waters es va burlar d'ell fent-se una insígnia que deia NOPE (No Points Ezrin), al·ludint a la seva menor part. Ezrin va dir més tard que havia tingut problemes matrimonials i que no estava "en la millor forma emocional".>

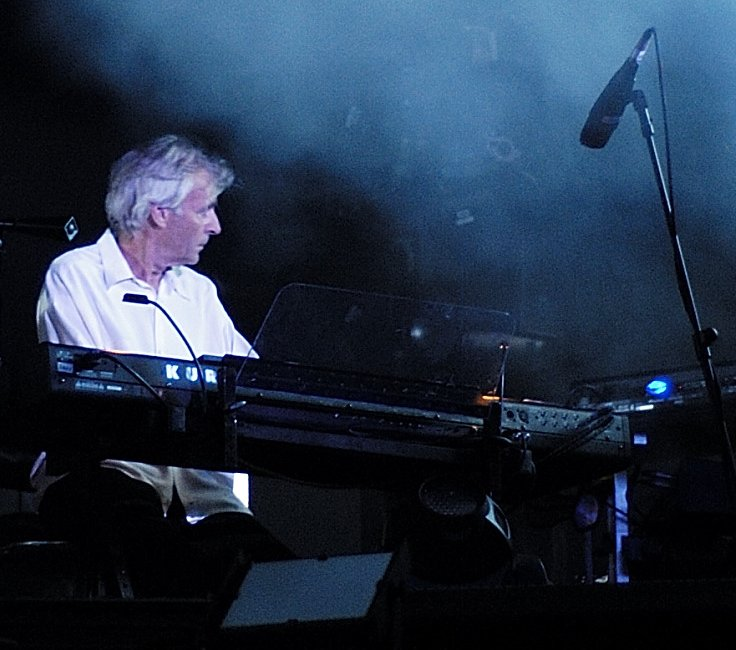
La relació de Waters amb Richard Wright (a la foto el 2006) es va esfondrar durant la producció, provocant l'acomiadament de Wright

Més problemes es van anar fer evidents quan la relació de Waters amb Wright es va trencar. La banda poques vegades estaven junts a l'estudi. Ezrin i Guthrie van empalmar les cançons de bateria prèviament gravades de Mason, i Guthrie va treballar amb Waters i Gilmour durant el dia, tornant a la nit per gravar les contribucions de Wright. Wright, preocupat per l'efecte que la introducció d'Ezrin tindria en les relacions de la banda, estava interessat en tenir el crèdit com a productor a l'àlbum; els seus àlbums des de More de 1969 havien acreditat la producció a «Pink Floyd». Waters va acceptar un període de prova amb la producció de Wright, després del qual se li donaria el crèdit d'un productor, però després d'unes setmanes ell i Ezrin van expressar la seva insatisfacció amb els mètodes de Wright. Un enfrontament amb Ezrin va fer que Wright només treballés de nit. Gilmour també va expressar la seva molèstia, queixant-se que la manca d'aportació de Wright ens «estava tornant bojos a tots». Ezrin va reflexionar més tard: «De vegades sentia que Roger l'estava preparant per fallar. Rick té ansietat de rendiment. Heu de deixar-lo sol per alliberar-se, per crear...»
Wright es va veure preocupat per un matrimoni fracassat i l'aparició de la depressió, agreujada per la seva no residència. Mentre que els altres membres de la banda portaven els seus fills, els fills de Wright eren més grans i no podien reunir-se amb ell ja que anaven a l'escola; va dir que els trobava a faltar "terriblement". Les vacances de la banda estaven reservades per a l'agost, després del qual s'havien de tornar a reunir als Cherokee Studios de Los Angeles, però Columbia va oferir a la banda una millor oferta a canvi del llançament de l'àlbum per Nadal. Waters va augmentar la càrrega de treball de la banda en conseqüència, reservant temps al proper Studio Miraval. També va suggerir gravar a Los Angeles deu dies abans del pactat i contractar un altre teclista per treballar al costat de Wright, les parts del teclat del qual encara no s'havien gravat. Wright, però, es va negar a escurçar les seves vacances familiars a Rodes.
Els relats de la posterior sortida de Wright de la banda són diferents. A la seva autobiografia, Inside Out, Mason diu que Waters va trucar a O'Rourke, que viatjava als Estats Units amb el QE2, i li va dir que havia de tenir Wright fora de la banda quan Waters arribés a LA per barrejar l'àlbum. En una altra versió gravada per un historiador posterior de la banda, Waters va trucar a O'Rourke i li va demanar que li digués a Wright sobre els nous arranjaments d'enregistrament, a la qual cosa Wright va respondre: "Digues-li a Roger que es foti". Wright va negar això, afirmant que la banda havia acceptat gravar només durant la primavera i principis d'estiu, i que no tenia ni idea que estaven tan endarrerits. Mason més tard va escriure que Waters estava "estordit i furiós", i va sentir que Wright no estava fent prou. Gilmour estava de vacances a Dublín quan es va assabentar de l'ultimàtum de Waters i va intentar calmar la situació. Més tard va parlar amb Wright i li va donar el seu suport, però li va recordar les seves mínimes contribucions.Waters, però, va insistir que Wright marxés, o es negaria a alliberar The Wall. Uns quants dies després, preocupat per la seva situació financera i les tenses relacions interpersonals dins de la banda, Wright va renunciar. La notícia de la seva marxa es va mantenir allunyades de la premsa musical. Encara que el seu nom no va aparèixer en algunes edicions de l'àlbum (apareix a l'edició del Regne Unit), va ser emprat com a músic de sessió en la gira posterior de la banda.
L'agost de 1979, la gravació de l'album estava pràcticament completa. Wright va completar les seves tasques als Cherokee Studios ajudat pels músics de sessió Peter Wood i Fred Mandel, i Jeff Porcaro va tocar la bateria en lloc de Mason a " Mother". Mason va deixar la mescla final a Waters, Gilmour, Ezrin i Guthrie, i va viatjar a Nova York per gravar el seu àlbum debut en solitari, Nick Mason's Fictitious Sports. Abans del seu llançament, les limitacions tècniques van provocar alguns canvis en l'ordre i contingut de The Wall, amb "What Shall We Do Now?" substituïda per la similar però més curta "Empty Spaces", i "Hey You" va moures del final de la cara 3 cap al principi. Quan s'acostava la data límit del mes de novembre de 1979, la banda va decidir no modificar la part interior de l'àlbum.

### Instrumentació
Les primeres sessions de bateria de Mason es van dur a terme en un espai obert a l'últim pis dels Britannia Row Studios. Els enregistraments de 16 pistes d'aquestes sessions es van barrejar i es van copiar en un màster de 24 pistes, com a pistes que servissin de guia per a la resta de la banda per tocar. Això va donar als enginyers una major flexibilitat, però també va millorar la qualitat d'àudio de la mescla, ja que els enregistraments de bateria de 16 pistes originals es van sincronitzar amb el màster de 24 pistes i es van eliminar les pistes de guia duplicades. Més tard, Ezrin va relacionar l'alarma de la banda davant aquest mètode de treball: aparentment, van veure l'esborrat del material del mestre de 24 pistes com "bruixeria".
Mentre estava als estudis Super Bear, Waters va acceptar el suggeriment d'Ezrin de que diverses cançons, com "Nobody Home", "The Trial" i "Comfortably Numb", haurien de tenir un acompanyament orquestral. Michael Kamen, que havia treballat anteriorment amb David Bowie, va ser contractat per supervisar aquests arranjaments, que van ser interpretats per músics de la Filharmònica de Nova York i les Orquestres Simfòniques de Nova York, i un cor de l'Òpera de la ciutat de Nova York. Les seves sessions es van gravar als estudis CBS de Nova York sense la presència de Pink Floyd. Kamen finalment va conèixer la banda un cop es va acabar la gravació.
Crec que coses com "Comfortably Numb" van ser les últimes brases de la capacitat d'en Roger i la meva per treballar conjuntament.
"Comfortably Numb" té els seus orígens en l'àlbum debut en solitari de Gilmour, i va ser la font de moltes discussions entre Roger Waters i David Gilmour. Ezrin va afirmar que la cançó va començar inicialment com "el disc de Roger, sobre Roger, per a Roger", però va pensar que necessitava que es treballés més. Waters va canviar la tonalitat del vers i va afegir més lletres al cor, i Gilmour va afegir compassos addicionals per a la línia "I have become comfortablely numb". L'enregistrament "despullat i més dur" de Waters no va ser del gust de Gilmour; Gilmour va preferir la "versió orquestral Technicolor més gran" d'Ezrin, encara que Ezrin va preferir la versió de Waters. Després d'una discussió important en un restaurant de North Hollywood, els dos es van comprometre i van arribar a un acrod: el cos de la cançó incloïa l'arranjament orquestral, amb el segon i últim solo de guitarra de Gilmour sol.

### Disseny del so
Ezrin i Waters van supervisar l'enregistrament dels diferents efectes de so presents a l'àlbum. Waters va gravar la trucada telefònica utilitzada a la demostració original de "Young Lust", però es va oblidar d'informar al seu destinatari, Mason, que va suposar que era una trucada de broma i va penjar amb ira. Un autèntic operador de telefonia també va ser un participant inconscient. La trucada fa referència al punt de vista de Waters sobre el seu amarg divorci, el 1975, de la que va ser la seva primera dona, Judy Waters també va gravar sons ambientals al llarg de Hollywood Boulevard penjant un micròfon d'una finestra d'estudi. L'enginyer Phil Taylor va gravar alguns dels sorolls de pneumàtics a "Run Like Hell" des d'un aparcament de l'estudi, i un televisor que s'estava destruint es va utilitzar a "One of My Turns". Als Britannia Row Studios, Nick Griffiths va gravar el trencament de la vaixella per a la mateixa cançó. Es van utilitzar emissions de televisió i un actor, reconeixent la seva veu, va acceptar un acord financer del grup en lloc d'una acció legal contra ells.
Waters va donar veu al mestre maníac, i l'actriu Trudy Young va donar-la a la groupie. Els cors van ser interpretats per diversos artistes, tot i que Waters va cancel·lar una aparició prevista dels Beach Boys a «The Show Must Go On» i «Waiting for the Worms», que en canvi es va conformar amb 2 dels components de Beach Boy Bruce Johnston i Toni Tennille.
El suggeriment d'Ezrin d'editar «Another Brick in the Wall, Part 2» com a senzill amb un ritme d'estil disco no va trobar, inicialment, una bona recepció per àrt Gilmour, tot i que Mason i Waters estaven més entusiasmats. Waters es va oposar a llançar un senzill, però es va tornar receptiu quan va escoltar la barreja d'Ezrin i Guthrie. Amb dos versos idèntics la cançó se sentia pobre, i per això es va enviar una còpia a Griffiths a Londres amb una sol·licitud per trobar nens per interpretar diverses versions de la lletra. Griffiths va contactar amb Alun Renshaw, cap de música de l'escola Islington Green, una escola propera, i aquest estava entusiasmat i va dir: "Volia fer que la música fos rellevant per als nens, no només estar assegut escoltant Txaikovski. Vaig pensar que la lletra era fantàstica: «No necessitem cap educació, no necessitem cap control del pensament... Només vaig pensar que seria una experiència meravellosa per als nens.»
Griffiths va gravar els primers grups reduïts d'alumnes i després va convidar-ne més, dient-los que marquessin l'accent de Cockney i cridessin en lloc de cantar. Va fer multipista de les veus, fent que els grups sonessin més grans, abans d'enviar els seus enregistraments a Los Angeles. El resultat va fer les delícies de Waters, i la cançó es va publicar com a senzill, convertint-se en el número u de Nadal. Hi va haver certa controvèrsia quan la premsa britànica va informar que els nens no havien cobrat pels seus esforços; finalment se'ls va donar còpies de l'àlbum, i l'escola va rebre una donació de £1.000 (£5.000 en valor contemporani).

## Art de coberta i embalatges
La portada de l'àlbum és una de les més minimalistes de Pink Floyd: una paret de maó blanc i sense text. Uns anys abans, Waters havia tingut una baralla amb el dissenyador d'Hipgnosis Storm Thorgerson, quan Thorgerson havia inclòs la portada d'Animals al seu llibre The Work of Hipgnosis: 'Walk Away René' . The Wall és, per tant, la primera portada del disc de la banda des de The Piper at the Gates of Dawn que no ha estat creada pel grup de disseny. Els números de l'àlbum inclourien la lletra del nom de l'artista i el títol de l'àlbum del dibuixant Gerald Scarfe, ja sigui com un adhesiu a l'embalatge de la coberta o impresa a la portada, en negre o vermell. Scarfe, que prèviament havia creat animacions per a la gira "In the Flesh" de la banda, també va crear l'interior de la coberta de l'LP i les etiquetes dels dos discos de vinil de l'àlbum, mostrant la paret homònima en diverses etapes de construcció, acompanyada de personatges de la història. Els dibuixos es traduirien en ninots per a The Wall Tour, així com en els segments animats de Scarfe mostrats durant la gira i la pel·lícula basada en l'àlbum. Cal destacar que l'estadi dibuixat a la màniga interior s'assembla molt a l'Estadi Olímpic de Mont-real on el concepte de l'àlbum troba el seu origen. Sembla plausible que l'artista es va inspirar en l'aparició de l'estadi l'any 1977 i la seva torre inclinada que es va completar només a un terç de la seva alçada projectada (i actual), que recorda les nombroses "torres" representades a l'estadi de l'artista.

## Llançament i recepció
Quan l'àlbum, ja finalitzat, es va reproduir per a un grup d'executius reunits a la seu de Columbia a Califòrnia, alguns d'ells van dir que no estaven impressionats pel que acabaven d'escoltar. Els fets no havien ajudat quan Columbia Records va oferir a Waters drets de publicació més baixos sobre la base que The Wall era un àlbum doble, un punt que no va acceptar. Quan un executiu es va oferir a resoldre la disputa amb un llançament de monedes, Waters li va preguntar per què havia de jugar-se una cosa que tenia. Finalment, Waters va aconseguir imposar-se. Les preocupacions de la discogràfica es van pal·liar quan «Another Brick in the Wall - Part 2» va assolir el número u al Regne Unit, EUA, Noruega, Portugal, Alemanya Occidental i Sud-àfrica. Va ser certificat platí al Regne Unit el desembre de 1979, i platí als EUA tres mesos després. A Alemanya, l'àlbum va assolir el milió de vendes als tres mesos de la seva publicació. Al Canadà, l'àlbum havia venut 830.000 còpies el gener de 1981.
The Wall va ser editat al Regne Unit i als Estats Units el 30 de novembre de 1979. Coincidint amb el seu llançament, Waters va ser entrevistat pel veterà DJ Tommy Vance, que va reproduir l'àlbum sencer a BBC Radio 1. L'opinió crítica sobre el seu contingut va ser mixta. En una ressenya per a Rolling Stone el febrer de 1980, Kurt Loder la va aclamar com «una síntesi sorprenent de les obsessions temàtiques ja conegudes de Waters que cobra a la vida amb una ràbia lírica implacable que és clarament genuïna i, en la seva minuciosa particularitat, en última instància, horrorosa». En canvi, el crític de The Village Voice, Robert Christgau, la considerava «una èpica estúpida de les tribulacions d'una estrella del rock» recolzada per un «maximalisme mínim kitsch amb efectes de so i fragments de veu parlada», afegint a The New York Times que la seva visió del món és «autocomplaent i presenta l'autocompasió del seu ric, famós i decididament postadolescent protagonista com una espècie d'heroisme». Melody Maker va declarar: "No estic segur de si és brillant o terrible, però ho trobo del tot convincent".
No obstant això, l'àlbum va encapçalar les llistes de Billboard durant 15 setmanes, va vendre més d'un milió de còpies en els seus dos primers mesos de vendes i el 1999 va ser certificat 23 vegades com a disc de platí.  Segueix sent un dels àlbums més venuts de tots els temps als Estats Units, entre 1979 i 1990 venent més de 19 milions de còpies a tot el món. The Wall és el segon àlbum més venut de Pink Floyd després de The Dark Side of the Moon de 1973. Els esforços de l'enginyer James Guthrie van ser recompensats el 1980 amb un premi Grammy a la millor gravació d'enginyeria (no clàssica), i l'àlbum va ser nominat per al premi Grammy a l'Àlbum de l'any. Rolling Stone el va col·locar al número 87 de la seva llista dels 500 millors àlbums de tots els temps el 2003, mantenint la classificació en una llista revisada el 2012, encara que aquesta es va actualitzar al 129 amb la revisió del 2020 de la llista. A partir d'aquests rànquings, el lloc web global Acclaimed Music classifica The Wall com el 166è àlbum més aclamat de la història.

## Reedicions
Una versió remasteritzada digitalment en CD de 1994 fabricada a la Xina omet "Young Lust", però conserva un crèdit de composició de Waters/Gilmour al llibret. L'àlbum es va reeditar en tres versions com a part de la campanya Why Pink Floyd...?, que va comptar amb una restauració massiva del catàleg de la banda amb la remasterització pel part del productor James Guthrie: el 2011, una edició "Discovery", amb la versió remasteritzada sense extres; i el 2012, tant l'edició "Experience", que afegeix un disc extra de material inèdit i altres elements complementaris, com la versió "Immersion", una col·lecció de set discos que també afegeix material de vídeo. L'àlbum va ser reeditat sota el segell Pink Floyd Records el 26 d'agost de 2016 juntament amb The Division Bell .
Tot i que finalment s'ha pogut encaixar més de 80 minuts d'àudio en un sol CD, fins ara, tots els llançaments oficials sense tallar de l'àlbum contenen dos CD.

## Gira: The Wall Tour
El The Wall Tour es va iniciar-se al Los Angeles Memorial Sports Arena el 7 de febrer de 1980. Mentre la banda tocava, una paret de maons de cartró de 12 metres d'alt s'anava construint a poc a poc entre ells i el públic. Diversos personatges es van realitzar com a inflables gegants, inclòs un porc, ple d'un logotip de martells creuats. Es va utilitzar Scarfe per produir una sèrie d'animacions que es projectaven a la paret. Al seu estudi de Londres, va donar feina a un equip de 40 animadors per crear visions de malson del futur, com ara un colom de la pau, un mestre d'escola i la mare de Pink.
A «Comfortably Numb», mentre Waters cantava la seva estrofa inicial, Gilmour esperava en la foscor a la part superior de la paret, dempeus sobre un contenidor de transport d'instruments, amb rodes, subjectat fermament per un tècnic, tots dos precàriament equilibrats dalt d'una plataforma hidràulica. De sobte, llums brillants blaves i blanques els il·luminaven. Al final del concert, la paret s'ensorrava, deixant al descobert la banda. Juntament amb les cançons de l'àlbum, la gira va incloure un medley instrumental, «The Last Few Bricks», interpretat abans de «Goodbye Cruel World» per permetre a l'equip de construcció completar el mur. La banda també va tocar «What Shall We Do Now?», que es va mantenir fora de l'àlbum original per limitacions de temps.
Durant la gira, les relacions internes de la banda van caure a un mínim històric; quatre Winnebago estaven aparcades en rotllana, amb les portes mirant cap al centre. Waters va utilitzar el seu propi vehicle per arribar al lloc i es va allotjar en hotels separats de la resta de la banda. Wright, que tornava com a músic assalariat, va ser l'únic membre de la banda que es va beneficiar de la gira, que va tenir unes pèrdues de 400.000 lliures.

## Adaptacions

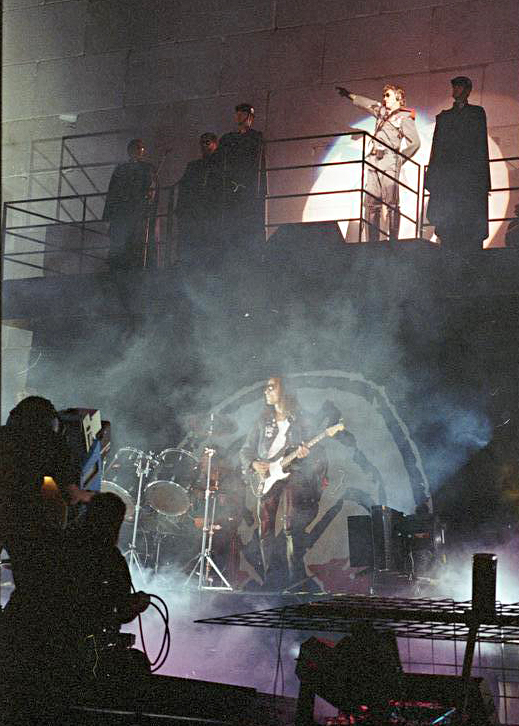
Waters (en el punt de mira), vestit amb vestit militar, actuant a The Wall – Live in Berlin, 1990

Una adaptació cinematogràfica, Pink Floyd – The Wall, va ser estrenada per Metro-Goldwyn-Mayer el juliol de 1982; va ser escrita per Waters i dirigida per Alan Parker, amb Bob Geldof en el paper de Pink. Van utilitzar l'animació de Scarfe al costat d'actors, amb pocs diàlegs convencionals. Es va crear una banda sonora modificada per a algunes de les cançons de la pel·lícula.
El 21 de juliol de 1990, Waters i el productor Tony Hollingsworth van crear The Wall – Live in Berlin, organitzat amb finalitats benèfiques en un lloc que abans ocupava part del mur de Berlín. En el concert hi van tocar grans artistes dels anys 80, com Scorpions, Cyndi Lauper, Sinéad O'Connor, Ute Lemper, Tim Curry, Van Morrison, Bryan Adams i molts més artistes. El concert es va retransmetre per televisió a 52 països, i més tard es va publicar com a vídeo i àlbum a finals d'aquell mateix any, tot i que van ometre la cançó "Outside the Wall" i en canvi van tocar " The Tide Is Turning ", una cançó de l'àlbum en solitari de Roger Waters de 1987 Radio KAOS L'any 2003, l'àlbum va ser remasteritzat i, per primera vegada, el vídeo es va publicar en DVD.
L'any 2000, Pink Floyd va editar Is There Anybody Out There? The Wall Live 1980–81, que conté parts de diversos espectacles en directe del Wall Tour, però principalment els espectacles a Earls Court de Londres. El 2012, va ser remasteritzat i llançat a The Wall Immersion Box-Set com a extra.
A partir del 2010 i amb dates que es van allargar fins al 2013, Waters va interpretar l'àlbum a tot el món a la seva gira, The Wall Live. Aquest tenia un mur molt més ample, un contingut projectat de major qualitat actualitzat i una tecnologia de projecció d'avantguarda. Gilmour i Mason van tocar en un dels concerts a Londres a l'O2 Arena . Una pel·lícula del concert en directe, Roger Waters: The Wall, es va estrenar el 2015.
El 2016, Waters va adaptar The Wall a una òpera, Another Brick in the Wall: The Opera amb el compositor clàssic contemporani Julien Bilodeau. Es va estrenar a l'Opéra de Montréal el març de 2017 i va ser produït per l'Òpera de Cincinnati el juliol de 2018. Està orquestrat per a una partitura de vuit solistes, 48 cors i una orquestra operística estàndard de 70 peces.
El 2018, es va publicar un àlbum tribut The Wall [Redux], amb artistes individuals que cobrien tot l'àlbum. Això incloïa la versió de Melvins de "In The Flesh?", Pallbearer cobreix "Run Like Hell", l'antic cantant de Screaming Trees Mark Lanegan cobreix "Nobody Home" i Church of the Cosmic Skull reelabora "The Trial".

## Llista de cançons
Totes les cançons van ser escrites per Roger Waters, excepte quan està indicat.
| 1.            | «In the Flesh?»                    | Waters               | 3:16  |
| 2.            | «The Thin Ice»                     | Waters David Gilmour | 2:27  |
| 3.            | «Another Brick in the Wall, Pt. 1» | Waters               | 3:11  |
| 4.            | «The Happiest Days of Our Lives»   | Waters               | 1:46  |
| 5.            | «Another Brick in the Wall, Pt. 2» | Waters Gilmour       | 3:59  |
| 6.            | «Mother»                           | Waters Gilmour       | 5:32  |
| Durada total: | Durada total:                      | Durada total:        | 20:11 |

| 1.            | «Goodbye Blue Sky»                 | Gilmour       | 2:45  |
| 2.            | «Empty Spaces»                     | Waters        | 2:10  |
| 3.            | «Young Lust»                       | Gilmour       | 3:25  |
| 4.            | «One of My Turns»                  | Waters        | 3:41  |
| 5.            | «Don't Leave Me Now»               | Waters        | 4:08  |
| 6.            | «Another Brick In The Wall, Pt. 3» | Waters        | 1:18  |
| 7.            | «Goodbye Cruel World»              | Waters        | 1:16  |
| Durada total: | Durada total:                      | Durada total: | 18:43 |

| 1.            | «Hey You»                     | Gilmour Waters | 4:40  |
| 2.            | «Is There Anybody Out There?» | Waters Gilmour | 2:44  |
| 3.            | «Nobody Home»                 | Waters         | 3:26  |
| 4.            | «Vera»                        | Waters         | 1:35  |
| 5.            | «Bring the Boys Back Home»    | Waters         | 1:21  |
| 6.            | «Comfortably Numb»            | Waters Gilmour | 6:23  |
| Durada total: | Durada total:                 | Durada total:  | 20:09 |

| 1.            | «The Show Must Go On» | Gilmour        | 1:36          |
| 2.            | «In the Flesh» | Waters         | 4:15          |
| 3.            | «Run Like Hell» | Waters Gilmour | 4:20          |
| 4.            | «Waiting For The Worms» (#:En aquest moment, Pink ha perdut tota esperança, i es deixa que els cucs controlin els seus pensaments. En la seva al·lucinació és un feixista dictador que diu que els que el segueixen veuran Anglaterra regnar encara (Britannia rule again) i enviar els immigrants al seu país (send our coloured cousins home again).)            | Waters Gilmour | 4:04          |
| 5.            | «Stop» (#:La peça és coneguda per ser la cançó més curta de totes les del repertori del grup. Com les altres cançons del disc, explica una part de la història de Pink, el presonatge principal. Aquí sembla un feixista, un dictador i l'al·lucinació acaba. També en té prou del mur que dona títol al disc i es fa ell mateix un procés de construcció mental.) | Waters         | 0:30          |
| 6.            | «The Trial» | Waters         | 5:13          |
| 7.            | «Outside The Wall» | Waters         | 1:41          |
| Durada total: | Durada total: | Durada total:  | 21:39 (80:42) |

## Cançons addicionals de la pel·lícula
- «When the Tigers Broke Free»: composta expressament per a la pel·lícula, va ser editada com a single en vinil, també en el recopilatori Echoes (Disc 2, pista 05) i en la reedició de 2004 del disc The Final Cut
- «What Shall We Do Now?»: descartada per al disc, ja que «Empty Spaces» havia d'estar situada entre les cançons «Don't Leave Me Now» i «Another Brick In The Wall, Pt. 3», però al final «Empty Spaces» va ser col·locada on havia d'anar «What Shall We Do Now?». En el concert en directe, aquesta cançó es fa servir en la seqüència de la construcció del mur. (Una gran part dels fans dels disc, la pel·lícula i del concert en directe creuen que «Empty Spaces» és realment la introducció de «What Shall We Do Now?», però no és així.)

## Crèdits
Pink Floyd
- Roger Waters — veu, baix, coproducció, sintetitzador, guitarra elèctrica, guitarra acústica, disseny de la portada.
- David Gilmour — guitarra, veu, coproducció, sintetitzador, clavinet, baix, percussió.
- Richard Wright — piano, orgue elèctric, sintetitzador, clavinet.
- Nick Mason — bateria, percussió.

Músics addicionals
- Lee Ritenour — Guitarra rítmica a «One of My Turns» i guitarra acústica a «Comfortably Numb»
- Jeff Porcaro — Bateria a «Mother»
- Joe Porcaro — Timbal a «Bring the Boys Back Home»[103]
- Blue Ocean — Timbal a «Bring the Boys Back Home»
- Freddie Mandell — Orgue a «In the Flesh?» i a «In the Flesh»
- Bobbye Hall — Percussió
- Ron di Blasi — Guitarra clàssica a «Is There Anybody Out There?»
- Larry Williams — Clarinet a «Outside the Wall»
- Trevor Veitch — Mandolina
- Frank Marrocco — Concertina
- Bruce Johnston — Veu[104]
- Toni Tennille — Veu
- Joe Chemay — Veu
- Jon Joyce — Veu
- Stan Farber — Veu
- Jim Haas — Veu
- Bob Ezrin — Coproducció, arranjament d'orquestra, teclats
- Michael Kamen — Arranjament d'orquestra

Producció
- James Guthrie — Coproductor, enginyer, percussió, sintetitzador a «Empty Spaces» (amb David Gilmour), seqüenciador, bateria a «The Happiest Days of Our Lives» (amb Nick Mason), productor de remasterització
- Nick Griffiths — Enginyer
- Patrice Queff — Enginyer
- Brian Christian — Enginyer
- John McClure — Enginyer
- Rick Hart — Enginyer
- Robert Hrycyna — Enginyer
- Phil Taylor — Equipament de so
- Gerald Scarfe — Disseny de portada
- Doug Sax — Masterització i remasterització

## Llistes
| País          | Llista (1979–80)                           | Posició més alta |
| ------------- | ------------------------------------------ | ---------------- |
| Austràlia     | Kent Music Report                          | 1                |
| Àustria       | Ö3 Austria                                 | 1                |
| Canadà        | Canadà Top Albums/CDs (RPM)                | 1                |
| Finlàndia     | Soumen Virallinen)                         | 4                |
| Països Baixos | Països Baixos àlbums (Album Top 100)       | 1                |
| Alemanya      | Alemanya àlbums (Offizielle Top 100)       | 1                |
| Itàlia        | Musica e Dischi                            | 1                |
| Nova Zelanda  | Nova Zelanda àlbums (RMNZ)                 | 1                |
| Noruega       | Noruega àlbums (VG-lista)                  | 1                |
| Espanya       | AFE                                        | 1                |
| Suècia        | Suècia àlbums (Sverigetopplistan)          | 1                |
| Regne Unit    | UK Albums (OCC)                            | 3                |
| Estats Units  | Estats Units Billboard 200                 | 1                |
| País          | Llista (1990)                              | Posició més alta |
| Països Baixos | Països Baixos àlbums (Album Top 100)       | 19               |
| País          | Llista (2005–06)                           | Posició més alta |
| Àustria       | Àustria àlbums (Ö3 Austria)                | 11               |
| Flandes       | Bèlgica àlbums (Ultratop Flanders)         | 85               |
| Valònia       | Bèlgica àlbums (Ultratop Wallonia)         | 81               |
| Dinamarca     | Dinamarca àlbums (Hitlisten)               | 19               |
| Finlàndia     | Finlàndia àlbums (Suomen virallinen lista) | 21               |
| Itàlia        | Itàlia àlbums (FIMI)                       | 13               |
| Espanya       | Espanya àlbums (PROMUSICAE)                | 9                |
| Suïssa        | Suïssa àlbums (Schweizer Hitparade)        | 29               |
| País          | Llistes (2011–21)                          | Posició més alta |
| Austràlia     | Austràlia àlbums (ARIA)                    | 20               |
| Àustria       | Àustria àlbums (Ö3 Austria)                | 15               |
| Flandes       | Bèlgica àlbums (Ultratop Flanders)         | 44               |
| Valònia       | Bèlgica àlbums (Ultratop Wallonia)         | 20               |
| Txèquia       | Txèquia àlbums (ČNS IFPI)                  | 7                |
| Dinamarca     | Dinamarca àlbums (Hitlisten)               | 10               |
| Països Baixos | Països Baixos àlbums (Album Top 100)       | 15               |
| Finlàndia     | Finlàndia àlbums (Suomen virallinen lista) | 17               |
| França        | França àlbums (SNEP)                       | 12               |
| Alemanya      | Alemanya àlbums (Offizielle Top 100)       | 4                |
| Hongria       | Hongria àlbums (MAHASZ)                    | 28               |
| Irlanda       | Irlanda àlbums (IRMA)                      | 38               |
| Itàlia        | Itàlia àlbums (FIMI)                       | 4                |
| Itàlia        | Italian Albums (Musica e Dischi)           | 6                |
| Nova Zelanda  | Nova Zelanda àlbums (RMNZ)                 | 14               |
| Noruega       | Noruega àlbums (VG-lista)                  | 10               |
| Polònia       | Polònia àlbums (ZPAV)                      | 8                |
| Portugal      | Portugal àlbums (AFP)                      | 6                |
| Espanya       | Espanya àlbums (PROMUSICAE)                | 15               |
| Suècia        | Suècia àlbums (Sverigetopplistan)          | 13               |
| Suïssa        | Suïssa àlbums (Schweizer Hitparade)        | 8                |
| Regne Unit    | UK Albums (OCC)                            | 22               |
| Estats Units  | Estats Units Billboard 200                 | 17               |
| Estats Units  | Estats Units Top Rock Albums (Billboard)   | 26               |

| Llista (1980)                      | Posició  |
| ---------------------------------- | -------- |
| Austrian Albums (Ö3 Austria)       | 1        |
| German Albums (Offizielle Top 100) | 1        |
| New Zealand Albums (RMNZ)          | 1        |
| US Billboard 200                   | 1        |
| Chart (2010)                       | Position |
| Italian Albums (FIMI)              | 91       |
| Chart (2012)                       | Position |
| French Albums (SNEP)               | 157      |
| Chart (2018)                       | Position |
| Portuguese Albums (AFP)            | 102      |
| US Top Rock Albums (Billboard)     | 98       |
| Chart (2019)                       | Position |
| Belgian Albums (Ultratop Wallonia) | 190      |
| US Top Rock Albums (Billboard)     | 62       |
| Chart (2020)                       | Position |
| Belgian Albums (Ultratop Flanders) | 195      |
| Belgian Albums (Ultratop Wallonia) | 195      |
| Italian Albums (FIMI)              | 77       |
| US Top Rock Albums (Billboard)     | 25       |
| Chart (2021)                       | Position |
| Belgian Albums (Ultratop Flanders) | 164      |
| Italian Albums (FIMI)              | 81       |
| US Top Rock Albums (Billboard)     | 39       |

Senzills
| Data             | Senzill                              | Llista                   | Posició | Font                |
| ---------------- | ------------------------------------ | ------------------------ | ------- | ------------------- |
| 23 novembre 1979 | "Another Brick in the Wall (Part 2)" | UK Top 40                | 1       | [ notes 2 ] [ 167 ] |
| 7 January 1980   | "Another Brick in the Wall (Part 2)" | US Billboard Pop Singles | 1       | [ notes 3 ] [ 76 ]  |
| 9 June 1980      | "Run Like Hell"                      | US Billboard Pop Singles | 53      | [ notes 4 ] [ 76 ]  |
| March 1980       | "Another Brick in the Wall (Part 2)" | Norway's single chart    | 1       | [ 168 ]             |

## Certificacions i vendes
| Regió             | Certificació | Unitats/Vendes |
| ----------------- | ------------ | -------------- |
| Argentina (CAPIF) | Platí        | 60.000         |
| Austràlia         |              |                |
| Austràlia         |              |                |
| Brasil            |              |                |
| Brasil            |              |                |
| Canadà            |              |                |
| Dinamarca         |              |                |
| França            |              |                |
| França            |              |                |
| Alemanya          |              |                |
| Alemanya          |              |                |
| Grècia            |              |                |
| Hong Kong         |              |                |
| Itàlia            |              |                |
| Itàlia            |              |                |
| Itàlia            |              |                |
| Països Baixos     |              |                |
| Països Baixos     |              |                |
| Nova Zelanda      |              |                |
| Polònia           |              |                |
| Polònia           |              |                |
| Polònia           |              |                |
| Portugal          |              |                |
| Sud-àfrica        |              |                |
| Espanya           |              |                |
| Espanya           |              |                |
| Suïssa            |              |                |
| Regne Unit        |              |                |
| Regne Unit        |              |                |
| Regne Unit        |              |                |
| Estats Units      |              |                |
| Estats Units      |              |                |

## Guardons
Nominacions
- 1981: Grammy a l'àlbum de l'any